# Tymczasowy Zarząd Terenów Przyfrontowych i Etapowych
Tymczasowy Zarząd Terenów Przyfrontowych i Etapowych (TZTPiE) − struktura administracji cywilnej na terenach wschodnich byłego zaboru rosyjskiego, powołana 9 września 1920 rozkazem Wodza Naczelnego WP. Zastąpiła Zarząd Cywilny Ziem Wschodnich oraz Zarząd Cywilny Ziem Wołynia i Frontu Podolskiego. Szefem TZTPiE mianowany został Władysław Raczkiewicz.
TZTPiE został zniesiony już 20 grudnia tego samego roku mocą rozporządzenia Rady Ministrów z 27 listopada w przedmiocie zniesienia i likwidacji Tymczasowego Zarządu Terenów Przyfrontowych i Etapowych.